# أليسون بالز
أليسون بالز (بالإنجليزية: Alison Bales)‏ مواليد 4 أبريل 1985 في إنديانابوليس، هي لاعبة كرة سلة أمريكية معتزلة. بدأت مسيرتها الاحترافية في سنة 2007. تم اختيارها من قبل فريق إنديانا فيفر خلال الدرافت. وحملت الرقم 33. لعبت مع إنديانا فيفر وأتلانتا دريم.

## روابط خارجية
- أليسون بالز على موقع الاتحاد الوطني لكرة السلة النسائية (الإنجليزية)
- أليسون بالز على موقع كرة السلة الأوروبية.كوم (الإنجليزية)
- أليسون بالز على موقع كلية كرة السلة في سبورتس رفرنس.كوم (الإنجليزية)
- أليسون بالز على موقع بروبوليرز (الإنجليزية)
- أليسون بالز على موقع سبورتس رفرنس (الإنجليزية)